# Avgust Zichy
Avgust pl. Ziči (madžarsko: Ágost zichy és vázsonykői gróf, Ágoston Zichy; nemško: August Zichy von Zich und Vásonkeö; latinsko: August Zichy de Zich et Vásonykeő), avstroogrski pisatelj, pesnik, pravnik, potopisec, raziskovalec, zaupni dvorni notranji svetnik, glavni dvorni uradnik, politik (upravnik Reke), mistik in dopisni član Madžarske akademije znanosti (madžarsko valóságos belső titkos tanácsos, főudvarmester, főrend, fiumei kormányzó, a Magyar Tudományos Akadémia levelező tagja), * 14. junij 1852, Penzing, Zgornje Bavarsko  (ali na Dunaju), † 4. oktober 1925. 

## Življenjepis

### Družina in poreklo
Njegov oče iz plemiške družine Zičijevih je bil grof upravitelj - veliki župan v Nógrádu (madžarsko gróf tárnokmester, nógrádi főispán) Franc Serafin Zichy (madžarsko Ferenc Szerafin Zichy, *24.VI.1811–1900), ki je imel v lasti Kaloški grad, Beltinški dvorec in druge gradove in palače, njegova mati pa je bila obmejna grofica in vrhovna upraviteljica (madžarsko őrgróf és főtárnokmester) Marija Klara Demblin (madžarsko Mária Klára Demblin - marq. de Ville, 1814–1868). Njegov starejši brat je bil upravnik József Zichy (*13.XI.1841, dr. prava 1865). Drugi brat je bil Tivadar (*maj 1847) Njegov brat-dvojček, rojen istega dne kot on, pa je bil Ferencz Zichy.
31. maja 1881 se je cerkveno poročil v katoliški cerkvi v Rappoltenkirchenu na Spodnjem Avstrijskem s Hedviko pl. Wimpffen (nemško Hedwig (Hedi) Anastasia von Wimpffen 1861–1892), ki izhaja iz starodavne nemško-frankovske plemiške družine Wimpffen, ki je dala lepo število uglednih vojaških, cerkvenih in državniških osebnosti. 
V zakonu so se jima rodile štiri dekleta: Anastazija Avgusta (Asta, madžarsko Anasztázia Auguszta, 1891–1969), Marija Anastazija (Marija, madžarsko Mária Anasztázia, 1883–1977), Teodora, (madžarsko Teodóra, 1886–1915), ter Frida, glede katere pa razen imena njenega moža ni mogoče zaslediti osebnih podatkov.

### Študij in potovanja
Gimnazijo je obiskoval in uspešno končal v Trnavi (madžarsko Nagyszombat), visokošolski študij pa na Dunajski in Budimpeštanski univerzi, kjer je 1874 diplomiral iz prava, naslednje leto, 1875, pa doktoriral. 
Od novembra istega leta je za dve leti odpotoval s svojim bratom grofom Jožefom po svetu in potoval po nizozemskih kolonijah. Od tam je odpotoval v Siam, nato na Kitajsko, Japonsko, nato skozi kitajski mesti Šanghaj in Peking, ter se vrnil nazaj domov skozi mongolsko puščavo Gobi. Bila sta prva med Madžari, ki sta opravilato dolgo, burno potovanje po kopnem. Po kratkem počitku doma je 1878 odpotoval v Ameriko, kjer je preživel šest mesecev v Združenih državah, Kanadi in Kaliforniji. 1877 je Geografskemu društvu bral svoje potovalne izkušnje.

### Pisatelj in politik
Avgust se je uveljavljal tudi kot pisatelj, pesnik in politik. 20. maja 1880 je bil izvoljen za dopisnega člana Madžarske akademije znanosti. Z vstopom v politično kariero je bil leta 1879 izvoljen za poslanca okraja Senec blizu Bratislave; uveljavljal se je tudi kot poročevalec za javno šolstvo. 

### Graditelj in zavetnik cerkva
Preureditev in dograditev kapele Ave Maria pri beltinški cerkvi svetega Ladislava je imela dvojen pomen. Najprej je to bila umetniška obogatitev z neoklasicističnim, historicističnim pristopom dunajskega stavbenika Maxa von Ferstla. 
Pod kapelo pa je urejena tudi grobnica za družino Zichy. Najprej so tam pokopali njegovo ženo Hedviko, ki je umrla stara komaj 31 let (verjetno za jetiko). Hedwig von Wimpffen je namreč rojena 4. avgusta 1861 na Dunaju, a umrla je 30. novembra 1892.
Tam so v začetku prve svetovne vojne, že leta 1915, pokopali tudi komaj 29-letno Avgustovo najljubšo hčer, Teodoro, ki se je do skrajnih mej žrtvovala za ranjene vojake i se je tam nalezla takrat še neozdravljive jetike. 
Deset let pozneje so tam pokopali tudi njega. Krste so ohranjene vse do danes. V kapeli so spominske plošče za starše (Hedvika in Avgust) ter tri tukaj pokopane hčerke (Marija, Teodora, Anastazija).  
Avgust ni bil le graditelj in popravljavec cerkva, ampak tudi njihov zavetnik oziroma patron. Tako ni bil le patron cerkve v Beltincih, ampak tudi pokrovitelj prafarne cerkve v Turnišču, od katere se je beltinška svojčas ločila – in jo je dal pozidati od temeljev.

### Visoke državne službe
Avgust pl. Ziči je bil tudi politik. Na temelju popisa (cenzusa) je postal član Gornjega doma velikašev v Budimpešti. Večkrat je bil tudi član ali voditelj delegacij, ki so prihajale v prestolnico zaradi raznih zadev povezanih s pomorstvom. V reškem pomorskem pododboru je igral vidno vlogo. Služil je tudi kot cesarsko-kraljevi komornik, od leta 1886 pa kot notranji tajni svetovalec. Bil je član nadzornega sveta Madžarske zemljiškokreditne ustanove in predsednik združenja bolnišnic-sirotišnic za revne otroke Štefanija (Stefánia). 
Marca 1911 je bil imenovan za vrhovnega sodnika, a se je temu položaju 1918 odpovedal.

#### Upravnik in častni meščan Reke
Že Marija Terezija (1740–1780) je izposlovala reškemu področju neko samostojnost kot svobodnemu pristanišču, ki ga je podredila ogrski kroni z madžarskimi upravniki. Po uvedbi dualizma 1867, ki je zanemaril reševanje slovanskega vprašanja in je bil pravzaprav dogovor le med Nemci in Madžari, je po členu XXX, § 66 ožji pas okoli Reke skupaj z mestom postal uradno „corpus separatum” (celoten naziv: „separatum sacrae regni coronae adnexum corpus” tj: „ločeno telo, pridruženo sveti kraljevski kroni”), ki so ga vodili posebni kraljevi upravniki oziroma guvernerji, a ti so bili od 1779 do Avgusta Zičija naslednji: 
1. József Majláth
2. Pál Almásy
3. János-Péter Szapáry
4. Sándor Klobusiczky
5. Ferenc Ürményi
6. Kis Pál Nemeskéri
7. János Erdődy
8. Ede Cseh
9. József Zichy (19. julij 1870–5. december 1872; dve leti) je bil Avgustov stric;
10. Géza Szapáry (26. februar 1873–1. november 1883; enajst let)
11. Avgust Zichy (Ágost Zichy 1. november 1883–6. marec 1892; 9 let) Za njim je sledilo še 13 upravnikov vse do 29. oktobra 1918. [9]

Reka je postala 15. junija 1872 municipij. Novi statut je potrdilo Ministrstvo za notranje zadeve kraljevine Ogrske. Kraljevi pooblaščenec Avgust Ziči je izročil ta novi statut občinskim možem s temile pomenljivimi besedami, izrečenimi v latinščini: 
| Latinsko besedilo          | Slovenski prevod        |
| -------------------------- | ----------------------- |
| Nihil de nobis sine nobis! | Ničesar o nas brez nas! |

Ker je guverner Zichy že 5. decembra istega leta postal minister trgovine, ga je mesto Reka imenovala za častnega meščana. 
1883 je bil imenovan za upravnika Reke in je lahko vstopil v parlament – v Gornji dom velikašev. To službo je opravljal do 1892. Z ženo sta se tega leta preselila v Káloz in ona je kmalu zatem umrla.
Grof Avgust Ziči se je kot guverner posebno odlikoval v razvijanju pomorske trgovine. 
Kraljevska pomorska uprava na Reki je 1883 sklenila zgraditi reprezentativno palačo na pomolu Zichy; vanjo naj bi namestila vse pomorske službe v Ogrskem primorju. Temeljni kamen so postavili 1. septembra 1884 v nazočnosti upravnika grofa Avgusta Zičija ter predstavnikov reške občine. Palačo so gradili po načrtih Josipa Huberta v neorenesančnem slogu kot samostoječo stavbo.

### Geslo
Geslo družine Zičijeve je: Mindig készen!  Prevod:
slovensko: Vedno pripravljen!
latinsko Semper paratus!
angleško Always ready!
srbohrvaško Uvek spreman.

### Dela
(madžarsko)
- A Boro-Budur Java szigetén. Székfoglaló értekezés. Budapest, 1881. Értekezések a nyelv- és széptudom. köréből IX. r. (Boro-Budur na otoku Javi. Budimpešta 1881.)

(nemško)
- Tanulmány a japán művészetről. 18 fametszet-ábrával. Budapest, 1879. Értekezések a nyelv- és széptud. köréből VIII. 4. Német nyelven az Ung. Revueben és külön. (18 lesoreznih japonskih umetniških podob. Preučevanje japonske umetnosti. Budimpešta 1879 - v nemščini in madžarščini.)

(angleško)
- Dominion of Canada. Budapest, 1879 . Különnyomat a Budapesti Szemléből. (Kanadski dominion. Budimpešta 1879. Poseben odtis iz Budapesti Szemle).

## Smrt in spomin

### Smrt
Avgust pl. Zichy je umrl star 73 let dne 4. oktobra 1925 na Dunaju. Pokopali pa so ga v grobnico, ki jo je dal sam sezidati v Beltinški cerkvi svetega Ladislava za družinsko grobnico, predvsem pa za svojo ljubljeno, prezgodaj umrlo ženo Hedviko, katere grob je obiskoval prav vsak dan in tam dolge ure molil. 
Ko mu je 1892 umrla žena Hedvika, stara komaj 31 let, je dal njeno truplo prenesti v na novo zgrajeno kapelo v beltinški cerkvi svetega Ladislava. Tam sedaj počivajo on, njegova žena in njegove tri hčerke: Marija, Teodora in Anastazija. Še težja izguba ga je doletela, ko je komaj 29-letna umrla njegova druga hčerka Teodora, ki se je nalezla neozdravljive jetike, ko je stregla hudo bolnim ranjencem na Dunaju. Skupaj z njo sta tam stregli tudi njeni rodni sestri. Anastazija se je pozneje poročila, medtem ko je med ljudstvom izredno priljubljena grofica Marija celo življenje ostala samska vse do svoje smrti 1977, - najbrž zaradi nesrečne mladostne ljubezni.

### Nagrobni napis Avgustu pl. Zičiju
| Augustus comes Zichy de Zich et Vásonkeö | Grof Avgust pl. Ziči od Ziča in Vásonkőja |
| --- | --- |
| Quiescit hic in spe excellentissimus ac doctissimus dominus dominus Augustus comes Zichy de Zich et Vásonkeö ex ordine aurei velleri eques Austriae et Hungariae supremus marescalcus aulae huius muneris ultimus Flumine reipublicae olim gubernator Academiae Hungariae scientiarum sodalis nomine et virtute antiquae nobilitatis vir. Qui pro fide et pietate sua hanc quidem ecclesiam novo tecto fastigato ornavit et ampliavit. Sacrarium ei et cryptam addidit et magnificum desuper sacellum B. M. V. (Beatae Mariae Virginis) extruxit altare marmoreum in illa et statuam ejusdem Virginis aeneam deauratam posuit. Alteram vero ecclesiam dignissimam in pago Turnisa a fundamentis erexit. Pater piissimus, dominus benignus, administrator fidelis. Qui quoad vixit Hedwigem uxorem sibi morte ereptam lugebat. Natus Viennae die 14. Junii 1852 Obiit ibidem 4. Octobris 1925 R. I. P. (Requiescat in pace!) „Serve bone et fidelis, intra in gaudium Domini tui!” (Matheus 25, 21) | Tukaj počiva v upanju (na vstajenje mrtvih) najodličnejši in izredno učeni gospod plemeniti Avgust, grof Ziči od Ziča in Vásonkeöja, vitez Reda zlatega runa, vrhovni maršal Avstro-Ogrske, predstojnik te dvorane, zadnji upravnik Reke, nekdanji predsednik Madžarske države, član Akademije znanosti, človek starodavnega slovesa in moči. On je v skladu s svojo vero in pobožnostjo to cerkev okrasil in povečal z novo poševno streho. Dozidal ji je kapelo in kripto, nad njo pa je postavil veličastno kapelo B. D. M. (Blažene Device Marije). Tam je napravil marmorni oltar in postavil pozlačen bronast kip iste Device. V vasi Turnišče je iz temeljev postavil še eno nadvse primerno cerkev. Bil je izredno ljubeč oče, prijazen gospodar, zvest upravitelj. Dokler je živel, je žaloval za svojo ženo Hedviko, ki mu jo je (zgodaj) ugrabila smrt. Rodil se je na Dunaju 14. junija 1852 Istotam je umrl 4. oktobra 1925 N. P. M. (Naj počiva v miru!) "Dobri in zvesti služabnik, vstopi v veselje svojega Gospoda!" (Matej 25, 21) |

### Vobčilih
Feri Lainšček: „Ločil bom peno od valov“ 

Spomin na požrtvovalno plemenito gospo Teodoro in njenega očeta Avgusta sčasoma ni izginil. Tako v začetku našega stoletja (2003) v svojem zgodovinsko-kriminalističnem romanu „Ločil bom peno od valov“, ki je izšel pri Študentski založbi v Ljubljani, opisuje pisatelj Feri Lainšček izredno natančno dogajanje okrog smrti in pogreba Zičijeve Božidare, ter podaja ljudsko prepričanje, da je njegova hčerka Teodora umrla v sluhu svetosti – a na njenega očeta – ki jo je na njeni zadnji poti peš spremljal vse od Sobote do Beltinec – so gledali že takrat kot na živega svetnika. 
Pogrebnega dne je bil tak naval preprostih ljudi kakor tudi gospode, da so gosposke kočije prihajale na pogreb celo dopoldne, in da je dolinska ravnica izgledala kot sejmišče ali celo bojišče, saj so se nad cesto izpod konjskih kopit in kočijskih koles dvigali velikanski oblaki prahu - ter se je marsikdo raje odpravil na pogreb kar peš - čez polja. Med grofovskimi družinami omenja pisatelj Szapáryjeve, Esterházyjeve, Batthyányijeve, Voglerjeve in Kodolitscheve. Iz Sobote in okoliških trgov se je napotila cehovska gospoda, duhovniki pa so se zbrali iz cele škofije s škofom na čelu. 
Mlada grofična Teodora je umrla na Dunaju, stara komaj 29 let. Ko se je začela vojna, je namreč skupaj s svojima sestrama Asto in Marijo ostala v cesarskem zdravilišču, kjer je kot bolničarka pomagala ranjencem. Njen velikodušni sklep je že za življenja postal splošno sprejet izraz za nesebičnost, saj se je prav tam okužila z jetiko. Glas ljudstva je vedel, da se ni ločevala od ranjencev niti tedaj ne, ko je bila že popolnoma obnemogla. Zato so bili prepričani, da mlada grofična ni odhajala skozi temna vrata smrti, ampak v sveto legendo, v kateri bo še dolgo živela.
Prav poseben - simboličen pomen - imata v Lainščkovi pripovedi - s katero začenja svoj roman - rdeča in bela barva. Prva namreč pomeni ljubezen in mučeništvo, druga pa čistost. Rdeče barve so bile rože, s katerimi so okrasili ves prostor do groba, bele pa so bile obleke, v katere so bila oblečena dekleta, ki so Božidarino krsto spremljala od Lipovec pa vse do Beltinec. Cvetje jo je torej proslavljalo z barvo življenjskosti in vznesenosti, s katero je dajala drugim tisto, za kar je njo usoda prikrajšala. Belina je bila seveda barva čistosti, ki jo je ohranila do konca; ali pa barva duše, ki si je utrla pot do nebeške milosti. 
Najbolj nenavadno pri pogrebni slovesnosti pa je bilo neko posebno ozračje: prav nihče od tisočerih navzočnih na pogrebu ni jokal in tarnal, ali premišljeval o njenem poreklu in stanu, niti ni molil za njen dušni mir, ampak so ji vsi želeli zasluženo poveličanje kot najbolj primerno nagrado za njeno žrtev. 
Elica Sreš, glavna in tragična junakinja Lainščkovega romana Ločil bom peno od valov - sicer preprosto kmečko dekle - ki je bila tudi med 120 v belo oblečenimi dekleti, je bila navajena, da so ljudje žalovali in obupovali ob izgubi svojcev. Zato nikakor ni mogla razumeti, kako da njen oče, sorodniki, pa tudi vsi drugi ljudje za pokojno Teodoro pravzaprav ne jočejo in ne žalujejo, ampak so skupaj z njenim očetom kot od neke svetlobe prevzeti gledali na smrt kot na poveličanje in spremenjenje. 
Za očeta Avgusta pa je tako ona kot ljudstvo menilo, da je pravi, živi svetnik. Pisatelj z umetniškim peresom v svojem romanu - ki je preveden tudi v srbohrvaščino - to opisuje takole:  
| Feri Lainšček: Ločil bom peno od valov (odlomek iz v srbohrvašččino prevedenega romana) |
| --- |
| Obrazi ob trugi so se ji zdeli vtopljeni v drugačno žalovanje, kakor ga poznala in njihovi vzneseni pogledi so mogli najbrž doseči nekaj, česar sama ni mogla videti. Zdelo pa se ji je, da to lahko vsaj začuti in prepolna hvaležnosti, da je sploh navzoča pri tem posvečenem obredu, se je kmalu popolnoma prepustila njegovemu zvoku in ozračju. Stari grof Avgust Zichy je tistega dne, ko je hčerka Teodora zadnjič prišla domov, gologlav stopil na suh panonski prah ter s široko razširjenimi rokami poiskal nevidljivo dlan svoje rajne žene. Grofica Hedvika, s katero se je oženil iz plemenite dolnjeavstrijske rodbine, je umrla že leta 1892, stara komaj 31 let in ga je zapustila samega s tremi mladoletnimi hčerami. Že naslednjega leta je pri znanem dunajskem stavbeniku, baronu Maksu von Ferstlu, naročil načrte za kapelico Matere Božje z grobnico, v katero so 1894 prenesli grofičine posmrtne ostanke. Odtlej je večji del svojega prostega časa preživljal v svetišču in ljudje so z leti preprosto začeli verjeti, da mu je velika ljubezen omogočila stik z onostranskim in da je tako z ženo še naprej na nek skrivnosten način povezan. Ravno zategadelj se tudi takrat, ko se je peš napotil za hčerkino trugo iz Sóbote v Beltince, ni nihče čudil njegovemu malce nenavadnemu vedenju in mnogi so bili pripravljeni verjeti, da so se stopinje nevidljive spremljevalke celo videle na cestnem prahu. In sedaj, ob vznesenem škofovem govoru, je bradati grofovski obraz prešinjala svetloba, ki jo je nosil v sebi ter je ni bilo mogoče razložiti, saj je pričevala o moči srca. Zato se ji je dozdevalo, da stoji tukaj nasproti živega svetnika, svetnika sredi živega oltarja. |

## Galerija
- Forografije Zičijeve družine.
- Avgust pl. Ziči
- Hedvika pl. Wimpffen (1861–1892)
- Asta, Teodora in Marija.
- Cerkev sv. Ladislava, Beltinci
- Pročelje beltinške cerkve
- Zičijeva grba.
- Zičijeva grba na cerkvenem pročelju.
- Zičijeva grba v Marijini kapeli.
- Barvno spominsko okno Hedvika Ziči.
- Marijina kapela.
- Truge družine Zičijeve.
- Sveta Marija in spominske plošče Zičijevih.
- Avgust Ziči - spominska plošča.
- Hedvika - epitaf.
- Teodora - epitaf.
- Marija - spominska plošča.
- Anastazija - spominska plošča.